# Вестфілд (парафія, Нью-Брансвік)
Вестфілд (англ. Westfield) — парафія в Канаді, у провінції Нью-Брансвік, у складі графства Кінгс.

## Населення
За даними перепису 2016 року, парафія нараховувала 1962 особи, показавши скорочення на 6,9%, порівняно з 2011-м роком. Середня густина населення становила 6,6 осіб/км².
З офіційних мов обидвома одночасно володіли 245 жителів, тільки англійською — 1 690, а 5 — жодною з них. Усього 10 осіб вважали рідною мовою не одну з офіційних.
Працездатне населення становило 64,4% усього населення, рівень безробіття — 8% (10,9% серед чоловіків та 4,2% серед жінок). 94,4% осіб були найманими працівниками, а 5,2% — самозайнятими.
Середній дохід на особу становив $42 247 (медіана $34 253), при цьому для чоловіків — $50 974, а для жінок $32 749 (медіани — $43 179 та $26 923 відповідно).
30,7% мешканців мали закінчену шкільну освіту, не мали закінченої шкільної освіти — 15,4%, 53,9% мали післяшкільну освіту, з яких 24% мали диплом бакалавра, або вищий.
| Статево-вікова структура населення | Статево-вікова структура населення | Статево-вікова структура населення | Статево-вікова структура населення | Статево-вікова структура населення |
| ---------------------------------- | ---------------------------------- | ---------------------------------- | ---------------------------------- | ---------------------------------- |
|                                    |                                    |                                    |                                    |                                    |
| Всього                             | Всього                             | 51,5%48,5%                         |                                    |                                    |
| 0 — 14 років                       | 0 — 14 років                       |                                    | 14,2%                              | 14,2%                              |
| 15 — 64 років                      | 15 — 64 років                      |                                    | 68,3%                              | 68,3%                              |
| 65 і більше                        | 65 і більше                        |                                    | 17,5%                              | 17,5%                              |
| 85 і більше                        | 85 і більше                        |                                    | 1,5%                               | 1,5%                               |
| Середній вік (років)               | Середній вік (років)               | 42,744,6                           | 43,7                               | 43,7                               |
| Медіана (років)                    | Медіана (років)                    | 45,848,1                           | 47,1                               | 47,1                               |
| — чоловіки — жінки                 |                                    |                                    |                                    |                                    |

| Походження мешканців:     | Походження мешканців:     | Походження мешканців: | Походження мешканців: | Походження мешканців: |
| ------------------------- | ------------------------- | --------------------- | --------------------- | --------------------- |
| Походження                |                           |                       | осіб                  | %                     |
| Корінні американці        | Корінні американці        |                       | 80                    | 4.13%                 |
| Інше північноамериканське | Інше північноамериканське |                       | 985                   | 50.9%                 |
| Європейське               | Європейське               |                       | 1 245                 | 64.34%                |
| британське                | британське                |                       | 1 125                 | 58.14%                |
| французьке                | французьке                |                       | 310                   | 16.02%                |
| українське                | українське                |                       | 15                    | 0.78%                 |
| Карибське                 | Карибське                 |                       | 10                    | 0.52%                 |
| Азійське                  | Азійське                  |                       | 10                    | 0.52%                 |

| Зайнятість населення за галузями (за класифікацією NOC): | Зайнятість населення за галузями (за класифікацією NOC): | Зайнятість населення за галузями (за класифікацією NOC): | Зайнятість населення за галузями (за класифікацією NOC): | Зайнятість населення за галузями (за класифікацією NOC): |
| -------------------------------------------------------- | -------------------------------------------------------- | -------------------------------------------------------- | -------------------------------------------------------- | -------------------------------------------------------- |
|                                                          |                                                          |                                                          |                                                          |                                                          |
| Управління                                               | Управління                                               |                                                          | 8%                                                       | 8%                                                       |
| Бізнес, фінанси та адміністрування                       | Бізнес, фінанси та адміністрування                       |                                                          | 14,2%                                                    | 14,2%                                                    |
| Природничі та прикладні науки                            | Природничі та прикладні науки                            |                                                          | 9%                                                       | 9%                                                       |
| Охорона здоров'я                                         | Охорона здоров'я                                         |                                                          | 7,5%                                                     | 7,5%                                                     |
| Освіта, правозахист, муніципальні та урядові служби      | Освіта, правозахист, муніципальні та урядові служби      |                                                          | 10,8%                                                    | 10,8%                                                    |
| Мистецтво, культура, відпочинок та спорт                 | Мистецтво, культура, відпочинок та спорт                 |                                                          | 1,9%                                                     | 1,9%                                                     |
| Роздрібна торгівля та послуги                            | Роздрібна торгівля та послуги                            |                                                          | 20,8%                                                    | 20,8%                                                    |
| Гуртова торгівля, транспорт та обладнання                | Гуртова торгівля, транспорт та обладнання                |                                                          | 24,1%                                                    | 24,1%                                                    |
| Природні ресурси, сільське господарство                  | Природні ресурси, сільське господарство                  |                                                          | 1,4%                                                     | 1,4%                                                     |
| Виробництво                                              | Виробництво                                              |                                                          | 2,8%                                                     | 2,8%                                                     |

## Клімат
Середня річна температура становить 5,5°C, середня максимальна – 22,3°C, а середня мінімальна – -13,9°C. Середня річна кількість опадів – 1 238 мм.
| Клімат поселення                              | Клімат поселення | Клімат поселення | Клімат поселення | Клімат поселення | Клімат поселення | Клімат поселення | Клімат поселення | Клімат поселення | Клімат поселення | Клімат поселення | Клімат поселення | Клімат поселення | Клімат поселення |
| Показник                                      | Січ.             | Лют.             | Бер.             | Квіт.            | Трав.            | Черв.            | Лип.             | Серп.            | Вер.             | Жовт.            | Лист.            | Груд.            |                  |
| Середній максимум, °C                         | −2,84            | −1,55            | 3,48             | 9,67             | 15,84            | 20,63            | 22,28            | 21,79            | 17,56            | 11,76            | 6,17             | −0,68            |                  |
| Середня температура, °C                       | −8,34            | −7,06            | −2,03            | 4,16             | 10,33            | 15,11            | 18,18            | 17,70            | 13,46            | 7,65             | 2,06             | −4,79            |                  |
| Середній мінімум, °C                          | −13,87           | −12,58           | −7,56            | −1,36            | 4,80             | 9,58             | 14,08            | 13,59            | 9,35             | 3,54             | −2,05            | −8,9             |                  |
| Норма опадів, мм                              | 117              | 85               | 109              | 96               | 109              | 97               | 93               | 79               | 105              | 108              | 121              | 119              |                  |
| Середньомісячна швидкість вітру, м/с          | 4.16             | 4.16             | 4.23             | 4.04             | 3.67             | 3.28             | 2.90             | 2.80             | 3.15             | 3.60             | 3.92             | 4.17             |                  |
| Середньомісячна сонячна радіація, кДж/м²·день | 5391             | 8579             | 12322            | 15298            | 18189            | 20137            | 19877            | 17776            | 13352            | 8642             | 5190             | 4247             |                  |
| --------------------------------------------- | ---------------- | ---------------- | ---------------- | ---------------- | ---------------- | ---------------- | ---------------- | ---------------- | ---------------- | ---------------- | ---------------- | ---------------- | ---------------- |
| Джерело:                                      |                  |                  |                  |                  |                  |                  |                  |                  |                  |                  |                  |                  |                  |